# Sar Āb Bīz-e Bālā
Sar Āb Bīz-e Bālā (persiska: سَراب نَبيز, سَراب بيز عُليا, سَرابيزِ بالا, سَراب بيز, سر آب بيز بالا) är en ort i Iran.   Den ligger i provinsen Kohgiluyeh och Buyer Ahmad, i den centrala delen av landet, 600 km söder om huvudstaden Teheran. Sar Āb Bīz-e Bālā ligger 899 meter över havet och antalet invånare är 891.
Terrängen runt Sar Āb Bīz-e Bālā är huvudsakligen kuperad, men västerut är den bergig. Runt Sar Āb Bīz-e Bālā är det ganska glesbefolkat, med 45 invånare per kvadratkilometer. Närmaste större samhälle är Bāsht, 7,8 km öster om Sar Āb Bīz-e Bālā. Omgivningarna runt Sar Āb Bīz-e Bālā är i huvudsak ett öppet busklandskap.